# آبدر
آبدر روستایی است در شهرستان بروجرد در استان لرستان. این روستا در دهستان مرکزی در بخش مرکزی این شهرستان قرار دارد.

## جمعیت
بنابر سرشماری مرکز آمار ایران، جمعیت آبدر در سال ۱۳۸۵، برابر با ۹۱ نفر بوده است که از این میان ۴۸ نفر مرد و بقیه زن بوده‌اند. این روستا ۱۹ خانوار جمعیت دارد.